# Сафронов Микола Дмитрович
Микола Дмитрович Сафронов (1885, Російська імперія — ?) — радянський діяч. Член ВЦВК. Член Центральної контрольної комісії ВКП(б) у 1925—1927 роках. 

## Життєпис
Працював робітником Тульського збройного заводу.
Член РСДРП(б) з травня 1917 року. Учасник Жовтневого перевороту 1917 року.
На 1925—1927 роки — робітник-фрезерувальник Тульського збройного заводу. Обирався членом Тульської міської контрольної комісії ВКП(б).
Подальша доля невідома.